# Assuming We Survive
Assuming We Survive ist eine 2007 in Los Angeles, Kalifornien gegründete Easycore-Band. 

## Geschichte
Gegründet wurde Assuming We Survive in Los Angeles, Kalifornien von Frontsänger Adrian Estrella und dem Schlagzeuger Kris Pasos im Jahr 2007. Mit Joe Lawson am Bass sowie Johnny Silva und Phil Adams an den Gitarren gesellten sich drei weitere Musiker zu Estrella und Pasos.
Am 3. September 2013 erschien mit Get Busy Living eine EP, welche durch eine Crowdfunding-Kampagne auf der Plattform Kickstarter finanziert und in Eigenregie produziert wurde. Am 12. September 2014 folgte die Veröffentlichung der zweiten EP, welche nach der Band selbst benannt wurde. Durch exzessives Touren schaffte die Band es, eine stetig wachsende Fangemeinde aufzubauen. In den Jahren 2012 bis 2015 durfte die Gruppe jeweils als Ernie-Ball-Battle-Of-The-Bands-Gewinner an der Warped Tour als lokale Band auftreten. 2013 spielten Assuming We Survive auf dem Aftershock Festival, zwei Jahre später auf Einladung der Band A Day to Remember beim SelfHelp Fest. Außerdem absolvierte die Band die Supervillains-Tour im Vorprogramm von Falling in Reverse.
Nachdem Assuming We Survive einen Plattenvertrag mit Third String Records unterzeichnen konnte, erschien am 24. Juni 2016 das Debütalbum All Roads Lead Home. Es wurde angekündigt, dass die Gruppe im Sommer des Jahres 2016 die komplette Warped Tour absolvieren wird.
Im September 2019 unterschrieb die Band einen Vertrag mit InVogue Records und veröffentlichte mit Too Close eine neue Single.

## Diskografie
- 2013: Get Busy Living (EP, Eigenproduktion)
- 2014: Assuming We Survive (EP, Eigenproduktion)
- 2016: All Roads Lead Home (Album, Third String Records)
- 2018: Chapters (EP, Eigenproduktion)
- 2019: The Enemy Within (EP, InVogue Records)